# 俄蒙协约

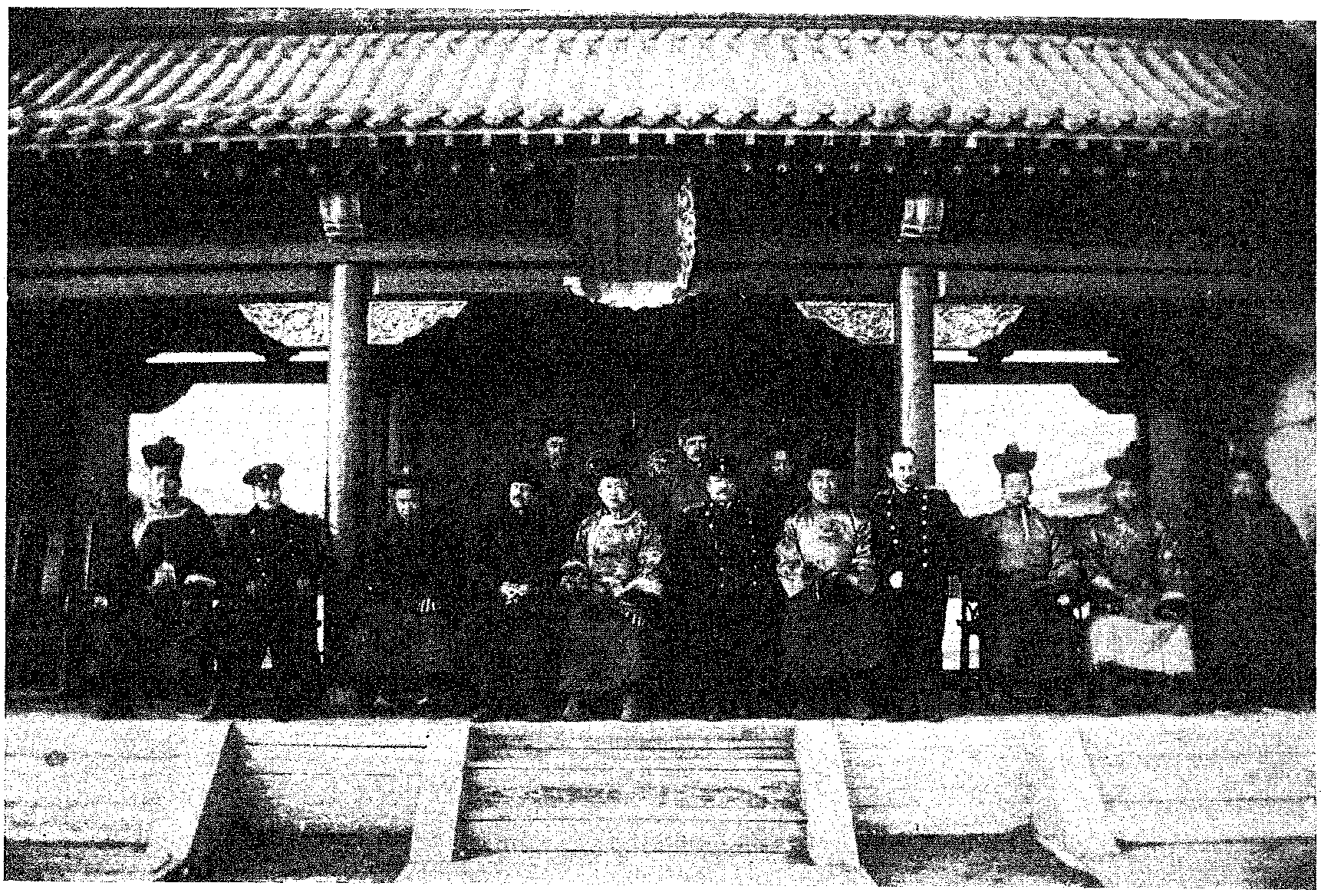
1912年11月，俄蒙代表在库伦（今乌兰巴托）签署《俄蒙协约》后的合影

俄蒙协约是1912年俄羅斯帝國與外蒙古簽訂的條約，俄文版稱之為俄罗斯与蒙古关于外蒙古自治的协定（俄语：Соглашение между Россией и Монголией об автономии Внешней Монголии），而在條約的蒙古文版本中直接使用「蒙古·兀鲁思」称呼外蒙古，這也是蒙古恢復獨立以來首次使用「蒙古國」的國號簽署條約。

## 背景
辛亥革命爆发后，喀爾喀蒙古各部於1911年12月宣告獨立並驅逐清朝官吏，第八世哲布尊丹巴呼圖克圖亦於該月29日登基為蒙古皇帝。清帝退位後，中華民國北京政府試圖武力收復外蒙古，但是被俄羅斯帝國阻撓。1912年6月19日，俄国驻华公使瓦西里·庫朋斯齊约见中国外交总长陆征祥，就外蒙古问题提出俄國方面的立場，俄國希望自己能成為外蒙古與中國之間的調停方，而且中國方面應該承認外蒙古的自治地位。陆征祥表示外蒙古问题为中国内政，沙俄方面不應該插手。俄羅斯帝國於是打算與外蒙古博克多汗國單獨簽署協議。

## 簽訂
沙皇俄国全权代表伊万·廓索維茨于1912年10月4日抵达京都庫倫，談判前俄方事先准备好了与蒙古人的条约草案。廓索維茨与蒙古政府首腦那木囊蘇倫、内务部大臣达喇嘛·車林齊密特、外交部大臣杭達多爾濟、财政部大臣察克都爾札布、军事部大臣棍布苏伦、司法部大臣那木薩賴举行会谈。双方在谈判中均坚持了自己的立场，经过一个多月的争论才達成協議。
1912年11月3日，外蒙古與俄羅斯帝國正式簽署《俄蒙协约》及附属“商务专条”。《俄蒙协约》及其所附“商务专条”規定俄罗斯帝国政府支持外蒙古自治；俄罗斯帝国政府幫助外蒙古訓練軍隊；中国军队不准進入外蒙古、华人也不能隨意移民外蒙古；俄国人在外蒙古境內享有各種諸如定居、經商、開礦、築路等各種權利；其他外国人在外蒙古的权利不能多于俄国人的权利；未經俄罗斯帝国政府允许，外蒙古政府不得与中国或外国簽訂損害《俄蒙协约》的條約；俄国人之进出口商品一律免稅。

## 反應
1912年11月7日，中国驻俄公使就蒙古政府私自与俄国订立协约一事向俄國抗議，並指控俄国干涉中国内政。同时中国政府照会俄国驻华公使，表示蒙古为中国领土，蒙古當局無權與外國簽訂條約，而且中国政府不會承認《俄蒙协约》。沙俄政府表示如果中國方面拒绝承認《俄蒙协约》，日後俄国可能會完全承認外蒙古独立。11月30日，中俄开始在北京就《俄蒙协约》谈判。1913年11月5日，中國与沙俄签订了《中俄声明文件》。《中俄声明文件》承认《俄蒙协约》有效，中國方面同意外蒙古自治，沙俄承认外蒙古是中国领土的一部分。1915年中俄蒙三方在恰克图簽訂的《中俄蒙协約》，即以《俄蒙協約》為基礎，此後俄羅斯帝國繼續承认中華民國对外蒙古的宗主权，北洋政府繼續承认外蒙古的自治以及俄國在外蒙古的各种特权。